# Richard Jacob

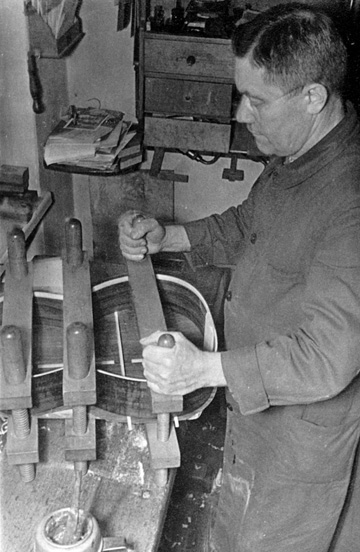
Richard Jacob bei der Arbeit (um 1935)

Herrmann Richard Jacob (* 11. Februar 1877 in Markneukirchen; † 17. Juli 1960 ebenda) war ein deutscher Gitarrenbauer. Er ist bekannt unter dem Namen seiner Werkstatt als Richard Jacob „Weißgerber“. Richard Jacob gilt als „einer der herausragenden Gitarrenbauer des 20. Jahrhunderts“.

## Leben
Richard Jacob lebte und wirkte in Markneukirchen im vogtländischen Musikwinkel, wo er als Sohn des Gitarrenbauers Karl August Jacob (1846–1918) zur Welt kam, der Gitarrenbau bei Johann Friedrich August Paulus (1806–1870) in Markneukirchen gelernt hatte. Nach dem Besuch der Bürgerschule lernte er auf Anraten seines Vaters von 1891 bis 1894 Zitherbau bei Ernst Rudolf Glier (1862–1930) und arbeitete zunächst als Zithermachergeselle. Erst nach seinem Militärdienst, den er von 1897 bis 1899 in Straßburg leistete, ging er zum Gitarrenbau über, den er von 1899 bis 1905 als Geselle bei Wilhelm Voigt erlernte. Im September 1905 machte er sich als Gitarrenbauer selbständig. 1921 ließ sich Richard Jacob den Markennamen „Weißgerber“ schützen und begann einen eigenen Vertrieb aufzubauen. Vorher hatte er, wie im Vogtland üblich, seine Erzeugnisse ausschließlich anonym – d. h. ohne Signatur des Herstellers – an ortsansässige Großhändler (sogenannte „Fortschicker“) geliefert. Nach 1921 schränkte er die Zusammenarbeit mit den Händlern ein, um sie um 1930 ganz zu beenden.
Richard Jacob zog mit seiner Werkstatt mehrmals in Markneukirchen um: Bis 1911 arbeitete er in der Werkstatt seines Vaters, von 1911 bis 1919 (unterbrochen durch zwei Jahre Kriegsdienst 1914–1916) in der Breitenfelder Straße 77, die nächsten zehn Jahre (1919–1929) in der Klingenthaler Straße 888 und ab 1929 bis zu seinem Tod in der Goethestraße 2. Das Haus in der Goethestraße war ein Neubau in einer Häuserzeile, die Familie Jacob wohnte in der Wohnung im Erdgeschoss. Anfangs befand sich die Werkstatt in der Küche, später wurde sie in einen größeren Raum mit Blick zur Straße verlegt. Werbepostkarten aus der Weißgerber-Werkstatt zeigen die beengten Verhältnisse und die Menge an gebauten und gelagerten Instrumenten.
Richard Jacob war in den 55 Jahren, die er als selbstständiger Gitarrenbauer arbeitete, äußerst produktiv und stellte mehr als 3.700 Instrumente her, hauptsächlich Konzertgitarren in unterschiedlichsten Formen, aber auch doppelchörige Instrumente wie Vihuelas, Barockgitarren oder historische Lauten. Dabei gibt es kaum völlig gleiche Instrumente; unaufhörlich experimentierte er mit Modellen, Formen, Konstruktionen (etwa einer Doppelresonanz-Gitarre mit zwei Decken) und Dekors.
Christof Hanusch beschreibt ihn als „eigensinnig und phantasievoll, diszipliniert, fleißig und nachdenklich, vor allem aber zielstrebig und besessen von seiner Arbeit“.
Richard Jacob war seit 1911 verheiratet mit Maria Magdalena Wächter. Sie hatten drei Kinder, die Söhne Martin (1911–1991) und Arnold (1917–1944) und die Tochter Liska (1919–?). Arnold, den Richard Jacob ab 1932 im Gitarrenbau ausgebildet hatte, fiel im Zweiten Weltkrieg. Der älteste Sohn Martin, der zunächst den Lehrerberuf ergriffen hatte, ging daraufhin ab 1945 beim Vater in die Lehre und bestand 1949 die Meisterprüfung als Zupfinstrumentenmacher mit Auszeichnung.

## Vermächtnis
Nach Richard Jacobs Tod übernahm Martin Jacob die „Kunstwerkstätte für Gitarren Weißgerber“ und stellte viele der vom Vater unvollendet hinterlassenen Instrumente fertig.
Die Werkstatteinrichtung der Weißgerber-Werkstatt wurde 1998 vom Museum für Musikinstrumente der Universität Leipzig erworben. Sie besteht großenteils aus Werkzeugen Richard Jacobs, wenngleich die vorhandenen Maschinen von Martin Jacob stammen. Sowohl das Museum für Musikinstrumente der Universität Leipzig als auch das Musikinstrumenten-Museum Markneukirchen haben Instrumente aus dem Weißgerber-Nachlass im Museumsbestand.
Im Jahre 2010 wurde anlässlich des 50. Todestages Richard Jacobs sowie der Veröffentlichung des Buches Weißgerber – Gitarren von / Guitars by Richard Jacob von Christof Hanusch eine Sonderausstellung im Musikinstrumenten-Museum Markneukirchen ausgerichtet. Vom 16. bis 18. Juli 2010 fand ein Kolloquium des Studienganges Musikinstrumentenbau Markneukirchen mit dem Titel Richard Jacob Weißgerber – Leben, Werk und Wirkung statt.

## Aufnahmen mit Weißgerber-Instrumenten
- Christof Hanusch: Die Weißgerber-Gitarren des Musikinstrumenten-Museums Markneukirchen. Verein der Freunde und Förderer des Musikinstrumenten-Museums Markneukirchen e. V., 2008
- Thomas Müller-Pering: Gitarren von Richard Jacob „Weißgerber“ (1877–1960) – Klangdokumentation. Raumklang, RK 2006 (Projekt des Studienganges Musikinstrumentenbau Markneukirchen, Westsächsische Hochschule Zwickau), 2000
- „Ohne meine Tulpe geh’ ich irre“ Dokumentarfilm von Christian Ziewer, unter Mitwirkung von Christof Hanusch, Musikinstrumenten-Museum Markneukirchen, H.-Christian Koehn, Frank-Peter Dietrich, Ulrike Meinel u. a.
- Volker Höh und Cantomano Quartett: SoloDuoTrioQuartett. Deutsche Gitarrenmusik von Heinrich Albert, Bruno Henze und Simon Schneider. Naxos 8.551291, 2012